# 칭의 교리에 관한 공동 선언

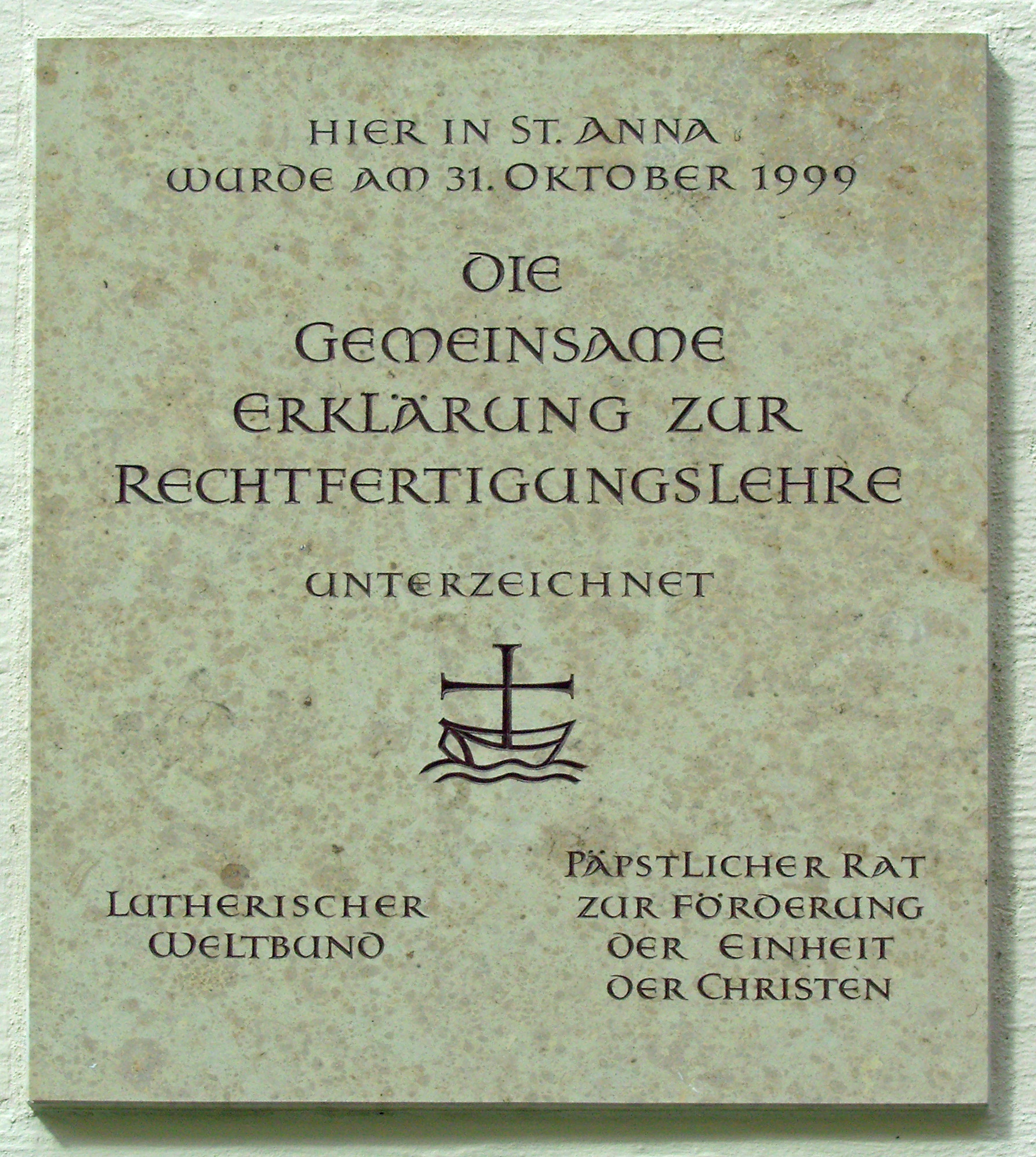

칭의 교리에 관한 공동 선언(Joint Declaration on the Doctrine of Justification, JDDJ) 또는 칭의 교리 공동선언문은 로마 가톨릭교회의 그리스도인일치촉진평의회(PCPCU)와 루터교 세계 연맹이 1999년 가톨릭-루터교 대화의 결과로 작성하고 합의한 문서이다. 이는 이제 교회들이 "그리스도를 믿음으로 말미암은 하나님의 은혜에 의한 칭의에 대한 공통된 이해"를 공유하고 있다고 말한다. 관련 당사자들에게 이것은 개신교 종교 개혁의 뿌리였던 칭의의 본질을 둘러싼 500년 동안의 갈등의 대부분을 실질적으로 해결한다.
2017년 기준 전 세계 기독교인의 75%를 대표하는 단체들이 공동 선언문을 공식적으로 확인했다. 그러나 현재는 로마 카톨릭 교회, 루터교 세계 연맹, 세계감리교협의회, 영국 성공회, 세계개혁교회협의회 간의 5자 협정으로서 논란이 없지는 않다.